# Người Chứt
Người Chứt, còn gọi là người Rục, người Sách, người A rem, người Mày, người Mã liềng, Xá lá Vàng là một dân tộc ít người sinh sống tại miền trung Việt Nam và Lào.
Tại Việt Nam người Chứt được công nhận là một trong 54 dân tộc Việt Nam.

## Địa bàn cư trú
Tại Việt Nam, theo số liệu tổng điều tra dân số ngày 1 tháng 4 năm 1999 thì dân tộc này có dân số khoảng 3.829 người, sống chủ yếu ở tại Minh Hóa, Tuyên Hóa, Bố Trạch (Quảng Bình); một số ở Hương Khê (Hà Tĩnh) và tại Đăk Lăk. Thực tế, 7 tên gọi Sách, Mày, Rục, Mã Liềng, Arem, Xơ-lang, Umo dùng để chỉ 7 nhóm trong tộc người này. Nhóm người Rục được phát hiện muộn nhất (năm 1959) ở xã Thượng Hóa, huyện Minh Hóa và đến năm 2004 có 85 hộ với 428 nhân khẩu. Nhưng theo ước tính của Tổng cục Thống kê ngày 1 tháng 7 năm 2003 thì dân số người Chứt giảm xuống còn 3.787 người.
Theo Tổng điều tra dân số và nhà ở năm 2009, người Chứt ở Việt Nam có dân số 6.022 người, cư trú tại 23 trên tổng số 63 tỉnh, thành phố. Người Chứt cư trú tập trung tại các tỉnh: 
Quảng Bình (5.095 người, chiếm 84,6% tổng số người Chứt tại Việt Nam), 
Đắk Lắk (435 người), 
Lâm Đồng (266 người), 
Hà Tĩnh (156 người)
Tại Lào, theo ước tính của Ethnologue thì có khoảng 450 người Chứt (Ethnologue ghi là theo điều tra dân số năm 1995 của Lào) sinh sống tại tỉnh Khammouan.
Người Chứt là tộc người sử dụng ngôn ngữ cùng ngữ hệ với tiếng Việt. Tiếng Chứt được nhiều nhà ngôn ngữ học quan tâm vì gần gũi với tiếng Kinh nguyên thủy. Thời điểm tiếng Chứt tách ra khỏi nhóm tiếng Việt-Mường vẫn còn đang tranh cãi
- Theo Phạm Văn Cường thì là vào khoảng thế kỷ V - VI, sau đó khá lâu, vào khoảng thế kỷ X - XI tiếng Mường mới tách ra (Phạm Đức Dương).[cần dẫn nguồn]
- Còn theo Bùi Xuân Dinh thời điểm phân tách của nhóm Việt-Mường và 2 nhóm Chứt - Poong diễn ra từ khoảng thiên niên kỷ thứ I TCN đến thế kỷ thứ II sau CN. Và nhóm Việt Mường phân tách khoảng từ khoảng thế kỷ thứ VII - VIII [7]

Giáo sư Trần Trí Dõi đã nhận xét tiếng Chứt như "bảo tàng lưu giữ các giai đoạn phát triển của tiếng Việt". Văn hóa của người Chứt cũng cho phép tìm lại lịch sử phát triển của người Việt cổ.
Người Chứt sống chủ yếu bằng trồng trọt và một phần nhờ săn bắn và hái lượm. Họ ăn cơm đồ cách thủy với thức ăn thường có rau rừng thái nhỏ nấu với ốc hay cá suối.

## Lịch sử
Trước đây, người Chứt sống du canh du cư, chủ yếu vùng núi tỉnh Quảng Bình và Hà Tĩnh, trong điều kiện rất lạc hậu. A. Cheon và Th. Guignard, hai nhà nghiên cứu người Pháp, đã miêu tả là người Chứt "hết sức nhút nhát, hễ thấy người lạ thì lập tức lẩn trốn. Họ không có quần áo, nam nữ đều che mình bằng vỏ cây sui, ngủ chung lẫn lộn trong hang hoặc trong lều. Họ ăn bột cây nhúc và săn bắt tôm cá, thú nhỏ trong rừng. Cả nam và nữ đều búi tóc đằng sau". Có nguồn cho biết nhóm Rục thời trước có nguồn thức ăn quan trọng là bột cây báng và thịt khỉ.
Dưới thời Pháp thuộc, người Chứt bị miệt thị là "Xá lá vàng". "Xá" chỉ những tộc người lạc hậu; "lá vàng" chỉ cuộc sống di cư, người Chứt thường chỉ sống tại một địa điểm trong những túp lều lợp bằng lá cây khoảng vài ngày cho đến khi lá chuyển sang màu vàng thì bỏ đi nơi khác. Bản thân chữ "Chứt" cũng được hiểu là hang đá, nơi trú ngụ của người Chứt. Với trình độ sản xuất thấp, người Chứt không biết dệt vải. Vào mùa hè nam giới Chứt đóng khố và cởi trần còn phụ nữ Chứt mặc váy. Mùa đông, họ mặc áo làm bằng vỏ cây.
Khi Việt Nam giành độc lập từ Pháp, người Chứt được chính quyền Việt Nam vận động về sống định cư, hòa đồng hơn vào các tộc người khác.
Ngày nay người Chứt đã sống định canh định cư, nhưng các làng của người Chứt (gọi là Cà Vên) thường tản mạn và nhà cửa không bền vững. Họ sống nhờ trồng trọt (nhóm Sách làm ruộng, còn nhóm Rục và A rem là làm rẫy), canh tác lúa, đậu, lạc, trầu không. Khi đến mùa thu hoạch, họ vẫn lên ở các hang núi gần nương rẫy, chỉ trở lại bản làng khi mùa màng xong xuôi. Người Chứt cũng hái lượm, săn bắn, đánh cá, chăn nuôi. Nghề mộc và đan lát khá phổ biến trong các tộc người Chứt. Các đồ dùng bằng kim loại và vải vóc, y phục phải mua hoặc trao do người Chứt không trồng bông dệt vải hay chế tạo đồ kim loại.
Người Chứt ngày nay thường nhận mình là họ Cao, họ Đinh, họ Hồ... Mỗi dòng họ đều có người tộc trưởng, có bàn thờ tổ tiên chung. Trong làng người Chứt, tộc trưởng nào có uy tín lớn hơn thì được suy tôn làm trưởng làng.

## Văn hóa
Người Chứt có quan hệ vợ chồng bền vững. Lễ cưới được tổ chức bên nhà gái trước lễ đón dâu. Lễ vật trong đám cưới ngoài lợn, gà, luôn phải có thịt khỉ sấy khô.
Việc ma chay của người Chứt đơn giản, nhóm Sách có tiếp thu ảnh hưởng của người Kinh. Tang gia được tổ chức trong 2 đến 3 ngày bằng nghi lễ cúng bái, rồi đưa người chết đi chôn. Mộ được đắp thành nấm đất, không có nhà mồ bên trên. Sau 3 ngày, tộc trưởng làm lễ gọi hồn cho người chết về ngụ tại bàn thờ tổ tiên ở nhà tộc trưởng, từ đó người thân không chăm sóc mộ nữa.
Ngoài, thờ cúng tổ tiên, người Chứt tin có ma rừng, ma suối, ma không trung, ma bếp... Trong tín ngưỡng của người Chứt cũng có Thần nông bảo vệ mùa màng và là vị thần tối cao. Hoạt động nông nghiệp thường được thực hiện kèm theo các nghi lễ như lễ xuống giống, lễ sau gieo hạt, lễ cúng hồn lúa, lễ ăn mừng được mùa.
Người Chứt có làn điệu dân ca Kà-tưm, Kà-lềnh. Nhạc cụ có khèn bè, đàn ống lồ ô loại cho nam và loại cho nữ, sáo 6 lỗ... Dân tộc Chứt có vốn truyện cổ và văn nghệ dân gian phong phú, gồm nhiều đề tài khác nhau.
Về ẩm thực, người Chứt có món cơm Pồi được nấu từ ngô, lúa nếp nương, sắn củ, đỗ... nấu chín và bỏ vào cối giã lấy bột, nhồi kỹ. Sau đó cơm được nấu trong ống tre hay nghè hôông" (một dạng chõ) cùng với nước gọi là "nồi nân", lấy mo chuối vấn quanh miệng. Cơm Pồi thường được dùng với rau rừng, nấu với các loại cá, ốc hoặc thịt thú rừng chặt thành miếng vừa ăn.

## Các tộc người Chứt

### Người Nguồn
Người Nguồn là tên gọi cộng đồng người gồm 35 ngàn nhân khẩu, sinh sống ở huyện Minh Hóa, tỉnh Quảng Bình, Việt Nam. Người Nguồn hiện chưa được công nhận là một dân tộc trong các dân tộc Việt Nam.
Hiện vẫn còn chưa có sự thống nhất về việc người Nguồn có phải là một sắc tộc riêng hay không. Tại Hội thảo khoa học xác định dân tộc Nguồn tổ chức ngày 19/10/2004 tại Đồng Hới, Quảng Bình, có ý kiến đề nghị xếp người Nguồn vào dân tộc Mường, Thổ hoặc Chứt và cũng có ý kiến tách người Nguồn thành một dân tộc thiểu số riêng.
Người Nguồn sống xen kẽ với người Sách và người Rục ở Thượng Hóa, Hóa Sơn, người Mày, người Khùa, và người Arem ở xã Dân Hóa và xã Trọng Hóa. Họ thường tự xưng là người Kinh sống xen cùng người Kinh ở các vùng khác mới di cư đến đất Minh Hóa sau này.

### Người Sách
Người Sách hay Saek cư trú chủ yếu ở các xã vùng cao của huyện Minh Hoá và sống rải rác ở một số xã miền núi của huyện Tuyên Hoá, Bố Trạch. Họ còn sinh sống ở tỉnh Khammoune bên kia biên giới. 
- Ở huyện Minh Hoá: Tộc người Sách cư trú tập trung theo cộng đồng ở các xã Thượng Hoá (bản Phú Minh, Yên Hợp), Hoá Sơn (bản Hoá Lương, Lương Năng), ngoài ra người Sách sống xen ghép với dân tộc Kinh và Mày ở các xã: Hoá Tiến, Hoá Hợp, Hoá Thanh, Dân Hoá, Trung Hoá, Hồng Hoá, Xuân Hoá, Thị trấn Quy Đạt...
- Ở huyện Tuyên Hoá: Tộc người Sách sống xen cư với dân tộc Kinh ở các xã: Lâm Hoá, Sơn Hoá, Lê Hoá, Thanh Hoá, Thị trấn Đồng Lê.
- Ở huyện Bố Trạch: Tộc người Sách sống xen cư với các dân tộc khác ở các xã: Thượng Trạch, Tân Trạch.

Khác với các tộc khác ở nhà sàn, người Sách, Nguồn xây và ở nhà trệt.

### Người Mày
Người Mày cư trú tại hai xã Dân Hóa, Trọng Hóa huyện Minh Hóa, giáp biên giới với Lào. Tên Mày có nghĩa là đầu nguồn con nước.
Người Mày có lễ hội đặc trưng như Lễ cúng cơm mới kéo dài hay ngày. Ngoài lễ vật cúng trầu cau, rượu cần, bánh đòn, xôi gà, cung tên... phải có một hòn đá suối và cặp ống trống mái. Cặp ống này làm bằng nứa, ống trống dài khoảng một mét, ống mái dài bằng nửa ống trống, trong đó chứa một nắm gạo nếp. Sau đó dùng que nứa đầu vót nhọn rồi dùng dây mây buộc chặt vào phần gốc của hai ống trống mái. Đầu vót nhọn được người khấn cà vào hòn đá suối, phát ra âm thanh. Chủ hộ ngồi trước bàn thờ, cầm hai ống trống mái cà lên hòn đá suối thành khẩn đọc lời khấn. Sau lễ cúng, cả làng cùng nhau hát dân ca như "Kà tơm-tà lênh" (con trâu đi cày) và "Kà răng-tà nên" (chiều về trên đỉnh núi).

### Người Mã Liềng
Những năm 90 của thế kỷ trước, người Mã Liềng chủ yếu sống trong các hang đá hay những nhà sàn đơn sơ cheo leo trên dãy núi Giăng Màn. Sau này họ được nhà nước cho tập trung định cư ở các bản Kè, bản Cáo, bản Chuối, bản Cà Xen thuộc hai xã Lâm Hóa, Hóa Thanh, của huyện Tuyên Hóa. Một số sinh sống ở khu vực Rào Tre giáp ranh thuộc tỉnh Hà Tĩnh, nhóm này thường được gọi là người Chứt.
Người Mã Liềng ở nhà sàn, nhà chỉ quay về hướng Nam hoặc Đông Nam, lưng tựa vào chân núi Giăng Màn. Đặc biệt ngôi nhà sàn phải có hai cầu thang, một dành cho nữ và một dành cho nam. Khi vào nhà, khách nam chỉ được ngồi phía phòng có cầu thang nam, nữ cũng chỉ được ngồi phía phòng có cầu thang nữ.
Các cột trong nhà đều có tên riêng. Ví dụ như Cột con rể nằm ở bên phải phòng dành cho nam, đây là nơi người con trai ngồi khi đến tìm hiểu người con gái. Ngược lại, người con gái ngồi ở cột tương ứng bên phía gian dành cho nữ, gọi là cột con dâu. Phòng ngủ chính là buồng thiêng, không ai được vào trừ hai vợ chồng chủ nhà. Trên góc buồng thiêng có đặt "Chà bài" (bàn thờ) để thờ "Ma Nộ", là bộ cung tên dùng để đi săn bắn.

### Người Arem
Người Arem là một trong những tộc người được phát hiện muộn nhất ở Việt Nam vào năm 1956. Họ sống trong những hang đá tại Tân Trạch như hang Đại Cáo, hang Người lùn, hang Duật...
Hiện người Arem cư trú tại xã Tân Trạch trong các bản Đoòng, bản 61, bản 39 (làng Arem). Trước đây, người Arem vốn là một tộc người có tên tuổi, cư trú tập trung ở hai nơi có các tên gọi Rục hay Bòn Bòn. Nhưng do chiến tranh, để tránh bom rơi, đạn lạc, họ đã bỏ bản, lui vào trong rừng già của dải Trường Sơn náu thân. Vì cuộc lánh nạn này cho nên điều kiện sinh sống hết sức khó khăn và dẫn đến suy kiệt dần. Năm 1956, lúc được phát hiện ra, người Arem đã và đang sống một cuộc sống hết sức nguyên thủy như ở hang, mặc quần áo vỏ cây và đồ ăn, thức uống chủ yếu không qua đun nấu.
Đến đầu năm 1992, tộc người A Rem được Nhà nước hỗ trợ theo dự án Bảo tồn và phát triển những tộc người có nguy cơ biến mất. Lúc này, người A Rem chỉ còn lại 83 người.
Năm 2013, dân số người A Rem trên toàn xã Tân Trạch gồm 75 hộ, 333 khẩu.

### Người Rục
Cũng giống người Arem, người Rục được một tiểu đội Công an Quảng Bình phát hiện vào ngày 12 tháng 8 năm 1959 trong hang sâu ở núi Ma Ma, Phong Nha - Kẻ Bàng thuộc xã Thượng Hóa huyện Minh Hóa (Quảng Bình) gồm 11 hộ với 34 người.
Người Rục có tập quán rất lạc hậu, quen ở hang sâu, săn bắt, hái lượm, thức ăn chủ yếu là bột báng giã nhuyễn.
Họ cũng có một cuộc sống tinh thần phong phú với những nhạc cụ như đàn trơ bon, đàn môi, sáo dọc và làn điệu cà lưm cà lềnh. Do tập quán lạc hậu, sống trong hang đá, săn bắt, hái lượm tận rừng sâu, người Rục có nguy cơ suy giảm dân số hết sức nghiêm trọng.
Trong hơn 40 năm, người Rục đã làm một cuộc hành trình về với cộng đồng. Đến cuối năm 2006, nhân khẩu đã lên đến 414 người và được phân bố trong bốn bản Phú Minh, Ón, Yên Hợp và Mò O - Ồ Ồ thuộc xã Thượng Hóa, ở xen với các tộc như Sách, Mày, Kinh. Số liệu năm 2009 số lượng nhân khẩu có khoảng 600 người.

## Những người Chứt có danh tiếng
| Tên           | Sinh thời | Hoạt động                                                                                      |
| ------------- | --------- | ---------------------------------------------------------------------------------------------- |
| Cao Thị Lèng  | 1959-...  | Nữ đại biểu Quốc hội Việt Nam khóa 10 (1996-2001), quê xã Dân Hóa, huyện Minh Hóa, Quảng Bình  |
| Cao Thị Giang | 1988-...  | Nữ đại biểu Quốc hội Việt Nam khóa 14 (2016-2021), quê xã Hóa Tiến, huyện Minh Hóa, Quảng Bình |